# The Eleanor Roosevelt Story
The Eleanor Roosevelt Story ist ein US-amerikanischer Dokumentarfilm aus dem Jahr 1965.

## Handlung
Fotografien und Wochenschauberichte dienten als Grundlage für die Biografie der ehemaligen First Lady der Vereinigten Staaten, Eleanor Roosevelt (1884–1962).
Als Kind war Eleanor schüchtern und häuslich. Mit den Gepflogenheiten der Menschen zur Jahrhundertwende kam sie nicht gut zurecht. 1905 heiratete sie ihren Onkel fünften Grades, Franklin D. Roosevelt, was ihr Leben nachhaltig änderte. Sie gründete nicht nur eine Familie, sondern pflegte ihren an Poliomyelitis erkrankten Mann. Sie ermutigte ihren körperlich behinderten Mann, in die Politik einzusteigen.
Eleanor war immer an der Seite ihres Mannes, der zuerst Gouverneur von New York und später Präsident der USA wurde. Nach seinem Tod am 12. April 1945 blieb Eleanor aktiv in der Politik. Als Verfechterin der Menschenrechte und Gegnerin des Senators Joseph McCarthy reiste sie rund um die Welt. Von Präsident Truman wurde sie als US-Delegierte zu den Vereinten Nationen geschickt. Als begabte Diplomatin saß sie der UN-Menschenrechtskommission vor, die die Allgemeine Erklärung der Menschenrechte ausarbeitete.

## Kritiken
Bosley Crowther von der New York Times befand, der Film vermittele viel Menschlichkeit und Hingabe. Er sei einer der bewegendsten und ermutigendsten Filme.

## Auszeichnungen
1966 gewann der Film einen Oscar in der Kategorie Bester Dokumentarfilm. Er wurde zudem vom National Board of Review mit dem NBR-Award als bester Film ausgezeichnet.

## Hintergrund
Die Uraufführung fand am 8. November 1965 statt.